# Мостовий Андрій Андрійович
Андрій Андрійович Мостовий (рос. Андрей Андреевич Мостовой, нар. 5 листопада 1997, Омськ) — російський футболіст, півзахисник клубу «Зеніт» та національної збірної Росії. Триразовий чемпіон Росії, чотириразовий володар Суперкубка Росії.

## Клубна кар'єра
Андрій Мостовий народився 1997 року в Омську, в дитинстві перебрався з батьками до Москви. Розпочав займатися футболом у юнацькій команді клубу ЦСКА, пізніше перейшов до футбольної школи московського «Локомотива».
У 2015 році Андрій Мостовий розпочав грати в дублюючому складі «Локомотива», проте до основи команди не пробився, й з 2016 року перейшов до нижчолігового клубу «Долгопрудний» з однойменного підмосковного міста, за яку того року взяв участь у 10 матчах чемпіонату. У другій половині року Мостовий привернув увагу представників тренерського штабу клубу першої російської ліги «Хімки». У складі «Хімок» Мостовий грав до кінця 2018 року, відігравши за підмосковний клуб 83 матчі в першості країни.
На початку 2019 року Андрій Мостовий став гравцем клубу «Зеніт» з Санкт-Петербурга, проте у перший рік виступів він грав виключно за фарм-клуб команди Прем'єр-ліги «Зеніт-2». На початку сезону 2019—2020 років футболіст на правах оренди перейшов до новачка вищого футбольного дивізіону Росії «Сочі». Протягом сезону Мостовий відіграв за сочинську команду 25 матчів, у яких відзначився 6 забитими м'ячами.
З початку сезону 2020—2021 років Андрій Мостовий повернувся до складу «Зеніта». У серпні 2020 року він став у складі команди володарем Суперкубка Росії, а за підсумками регулярного чемпіонату, в якому футболіст зіграв 26 матчів, він став у складі пітерців чемпіоном Росії. Цей же успіх футболіст повторив і 2022 році, і в 2023 році, та став триразовим чемпіоном Росії та чотириразовим володарем Суперкубка Росії.

## Виступи за збірну
Андрій Мостовий дебютував у складі національної збірної Росії 8 жовтня 2020 року в товариському матчі зі збірною Швеції. Станом на середину 2023 року зіграв у складі збірної 13 матчів, у яких відзначився 1 забитим м'ячем.
У кінці травня 2021 року Андрія Мостового включили до складу збірної Росії для участі в чемпіонаті Європи 2020 року. Проте 11 червня 2021 року у футболіста виявили позитивний тест на коронавірус, у зв'язку з чим його відсторонили від участі в першості Європи, і у заявці команди на турнір його змінив Роман Євгеньєв.
| Дата       | Місто   | Господарі  | Результат | Гості     | Турнір                               | Голи | Примітки  |
| ---------- | ------- | ---------- | --------- | --------- | ------------------------------------ | ---- | --------- |
| 8-10-2020  | Москва  | Росія      | 1 – 2     | Швеція    | товариський матч                     | -    | 61'       |
| 11-10-2020 | Москва  | Росія      | 1 – 1     | Туреччина | Ліга націй УЄФА 2020-2021 - 1-й етап | -    | 70' 90+1' |
| 14-10-2020 | Москва  | Росія      | 0 – 0     | Угорщина  | Ліга націй УЄФА 2020-2021 - 1-й етап | -    | 55'       |
| 12-11-2020 | Кишинів | Молдова    | 0 – 0     | Росія     | товариський матч                     | -    | 66'       |
| 18-11-2020 | Белград | Сербія     | 5 – 0     | Росія     | Ліга націй УЄФА 2020-2021 - 1-й етап | -    | 46'       |
| 24-3-2021  | Та-Калі | Мальта     | 1 – 3     | Росія     | Відбір до ЧС 2022                    | -    | 78'       |
| 30-3-2021  | Трнава  | Словаччина | 2 – 1     | Росія     | Відбір до ЧС 2022                    | -    | 46' 65'   |
| 5-6-2021   | Москва  | Росія      | 1 – 0     | Болгарія  | товариський матч                     | -    | 62'       |
| Усього     |         | Матчів     | 8         |           | Голів                                | 0    |           |

## Титули і досягнення
- Чемпіон Росії (3):

«Зеніт»: 2020–21, 2021–22, 2022–23
- Володар Суперкубка Росії (5):

«Зеніт»: 2020, 2021, 2022, 2023, 2024